# Tribunal Internacional de Crimes contra Mulheres
O Tribunal Internacional de Crimes contra Mulheres foi um tribunal popular que aconteceu entre 4 e 8 de março de 1976 em Bruxelas. O evento foi criado com a intenção de "tornar pública toda extensão de crimes, brutalmente violentos e sutilmente discriminatórios, cometidos contra mulheres de todas culturas."

## História
Diana E. H. Russell e Nicole Van Den Ven, as principais organizadores do tribunal, se inspiraram no Tribunal Internacional de Crimes de Guerra de Bertrand Russell, um tribunal popular sobre crimes cometidos durante a Guerra do Vietnã.

## Conteúdo
Estiveram presentes cerca de 2000 mulheres de 40 países, e os tópicos específicos incluíram crimes médicos e econômicos, estupro, presos políticos, crimes contra lésbicas, violência doméstica, prostituição, pornografia e feminicídio.
Numerosos testemunhos foram disponibilizados por escrito por mulheres que não puderam comparecer ao tribunal.
Para Frances Doughty, o tribunal confirmou que "a opressão de mulheres em geral e de lésbicas em particular é de fato um problema mundial".
A poeta lésbica Pat Parker estava entre as testemunhas, e falou sobre sua irmã mais velha que foi assassinada pelo marido.
Uma marcha do movimento Take Back the Night aconteceu como uma procissão com velas em associação com o tribunal.

## Impacto
As organizadoras Russell e Van Den Ven publicaram um livro baseadas no tribunal, Crimes Against Women: Proceedings of the International Tribunal em 1976.